# Cézia
Cézia – miejscowość i dawna gmina we Francji, w regionie Burgundia-Franche-Comté, w departamencie Jura. W 2013 roku populacja ówczesnej gminy wynosiła 69 mieszkańców. 
W dniu 1 stycznia 2019 roku z połączenia czterech ówczesnych gmin – Cézia, Chemilla, Lavans-sur-Valouse oraz Saint-Hymetière – powstała nowa gmina Saint-Hymetière-sur-Valouse. Siedzibą gminy została miejscowość Chemilla. 